# کاظم‌آباد (الیگودرز)
کاظم‌آباد، روستایی از توابع بخش مرکزی شهرستان الیگودرز در استان لرستان ایران است.

## جمعیت
این روستا در دهستان بربرود غربی قرار دارد و براساس سرشماری مرکز آمار ایران در سال ۱۳۸۵، جمعیت آن ۲۸۹ نفر (۴۷خانوار) بوده‌است.